# Gabriel Macaya Fernández
Enrique Gabriel Macaya Fernández (24 de noviembre de 1962) es un preparador físico de fútbol de nacionalidad argentina-española. Es hijo del comentarista y periodista deportivo Enrique Macaya Marquez. Es profesor de educación física y licenciado en alto rendimiento, administración y gestión deportiva.
Es docente de la Universidad de Palermo en la cátedra fútbol argentino y mundial. Fue profesor del curso de perfeccionamiento y preparación física específica en el club (Vélez Sarsfield). Es disertante en varios congresos de medicina, ortopedia y traumatología deportiva. Fue director deportivo y asesor del CETRED (Centro de Traumatología, Rehabilitación, Evaluaciones y Entrenamiento Deportivo).

## Trayectoria
Los clubes más destacados en los que trabajó durante su extensa y prestigiosa carrera fueron:
Boca Juniors, River Plate (dos veces), Newell's Old Boys, Vélez Sarsfield (primer proceso plurianual de 6 años en Argentina), Estudiantes de La Plata (dos veces), San Lorenzo de Almagro y la Selección de fútbol de Paraguay, en dos oportunidades.
La última, participando de la Copa Mundial de Fútbol de 2002, junto al DT italiano Cesare Maldini.
Participó en torneos AFA, Conmebol, Concacaf y FIFA, Ligas AFA; Copa Libertadores (9 ediciones); Recopa Sudamericana (campeón de la edición 1997 con Vélez Sarsfield); Copa Mercosur; Supercopa Sudamericana (campeón de la edición 1996 también con Vélez Sarsfield); Copa Sudamericana (subcampeón de la edición 2008 con Estudiantes de La Plata) y la Copa Mundial de Fútbol de 2002.

## Clubes y selecciones
| Club                            | País      | Año       |
| ------------------------------- | --------- | --------- |
| All Boys                        | Argentina | 1986-1987 |
| Selección de fútbol de Paraguay | Paraguay  | 1988-1989 |
| Necaxa                          | México    | 1990-1991 |
| Vélez Sarsfield                 | Argentina | 1992      |
| Newell's Old Boys               | Argentina | 1993      |
| Boca Juniors                    | Argentina | 1994      |
| Banfield                        | Argentina | 1995      |
| Vélez Sarsfield                 | Argentina | 1995-2000 |
| River Plate                     | Argentina | 2001      |
| Selección de fútbol de Paraguay | Paraguay  | 2002      |
| Querétaro                       | México    | 2003      |
| River Plate                     | Argentina | 2004-2005 |
| Rosario Central                 | Argentina | 2006      |
| Colón                           | Argentina | 2007-2008 |
| Estudiantes de La Plata         | Argentina | 2008-2009 |
| San Lorenzo de Almagro          | Argentina | 2010      |
| Banfield                        | Argentina | 2011      |
| Valencia CF                     | España    | 2012      |
| Estudiantes de La Plata         | Argentina | 2013-2015 |
| Independiente                   | Argentina | 2015-2016 |
| Lille L. O. S. C.               | Francia   | 2017      |
| Banfield                        | Argentina | 2022      |
| Cádiz CF                        | España    | 2024      |
| Lanús                           | Argentina | 2025      |

## Palmarés
| Título                 | Club            | País      | Año  |
| ---------------------- | --------------- | --------- | ---- |
| Supercopa Sudamericana | Vélez Sarsfield | Argentina | 1996 |
| Recopa Sudamericana    | Vélez Sarsfield | Argentina | 1997 |
| Torneo Clausura        | Vélez Sarsfield | Argentina | 1998 |
| Torneo Clausura        | River Plate     | Argentina | 2004 |

## Otras referencias
Trabajó con los siguientes entrenadores:
- Jorge Rilo
- Eduardo Luján Manera
- Jorge Habegger
- Oscar López
- Osvaldo Piazza
- Eduardo Solari
- Julio César Falcioni
- Américo Gallego
- Cesare Maldini
- Giuseppe Dossena
- Leonardo Astrada
- Sebastián Méndez
- Mauricio Pellegrino
- Marcelo Bielsa